# Valkjärvi (sjö i Finland, Egentliga Tavastland)
Valkjärvi är en sjö i Finland. Den ligger i kommunen Hausjärvi i landskapet Egentliga Tavastland, i den södra delen av landet, 70 km norr om huvudstaden Helsingfors. Valkjärvi ligger 85,7 meter över havet. I omgivningarna runt Valkjärvi växer i huvudsak blandskog. Arean är 1,02 kvadratkilometer och strandlinjen är 10,26 kilometer lång. Sjön  ingår i Kumo älvs huvudavrinningsområde. 